# Hettie Jones
Hettie Jones, född som Hettie Cohen den 15 juni 1934 i Brooklyn i New York, död 13 augusti 2024 i Philadelphia, Pennsylvania, var en amerikansk poet, författare och social aktivist.

## Biografi
Jones studerade vid Mary Washington College innan hon tog en BA-examen i drama vid University of Virginia och sedan fortsatte med forskarutbildning vid Columbia University.
Hon hade haft olika kontorsarbeten på Partisan Review när hon startade den litterära tidskriften Yugen tillsammans med sin make. Hon har undervisat i kreativt skrivande vid SUNY Purchase, Penn State, University of Wyoming och på andra håll, och är för närvarande på fakulteten för forskarutbildningen i kreativt skrivande vid The New School i New York City.
Jones har också under många år undervisat i memoarskrivande vid 92Y Poetry Center i New York. Från 1989–2002 drev hon en skrivarverkstad vid New York State Correctional Facility för kvinnor på Bedford Hills, där bland annat fången Judy Clark var student, och som publicerade en nationellt distribuerad samling, Aliens at the Border. Jones var tidigare ordförande i PEN Prison Writing Committee. Hon skrev också en memoar för Bob Marleys änka, Rita Marley. På senare tid (2016) har hon fått bidrag för att starta ett skrivarprogram på Manhattan Lower East Side på Lower East Side Girls Club Center for Community. 

## Författarskap
Jones 24:e bok är ett urval från 40 års korrespondens med skulptören Helene Dorn (2016). Hon är annars mest känd för sina memoarer från beatscenen, liksom de föregående 20 böcker hon publicerat för barn och unga vuxna, som inkluderar prisbelönta The Trees Stand Shining och Big Star Fallin 'Mama. Five Women in Black Music.
Känd för sina tre diktsamlingar, har Jones uppmärksammats för sina memoarer, How I Became Hettie Jones (1990), som beskriver hennes äktenskap med l
Leroi Jones (senare Amiri Baraka) och hennes vänskap med populära medlemmar i beatgeneration, som bland annat Allen Ginsberg, Jack Kerouac, Frank O'Hara, Joel Oppenheimer, och Charles Olson. Ett fokus i arbetet är också hennes kamp för att hitta en identitet, som utstött av sin judiska familj och hustru till en svart artist inom medborgarrättsrörelsen.